# 広島文化学園大学
広島文化学園大学（ひろしまぶんかがくえんだいがく、英語: Hiroshima Bunka Gakuen University）は、広島県呉市郷原学びの丘1-1-1に本部を置く日本の私立大学。1986年創立、1995年大学設置。

## 沿革
- 1986年 呉女子短期大学開学。現・阿賀キャンパスに経営情報学科を開設
- 1995年 呉大学として開学。現・郷原キャンパスに社会情報学部社会情報学科（経済情報学専攻・社会環境情報学専攻）を開設
- 1996年 呉女子短期大学を呉大学短期大学部に改称
- 1999年 阿賀キャンパスに看護学部、郷原キャンパスに大学院社会情報研究科社会情報専攻修士課程を開設
- 2001年 大学院社会情報研究科社会情報専攻に博士後期課程を開設。また社会情報学部と社会情報研究科にISO14001認証（登録審査）がなされる
- 2003年 社会情報学部の社会情報学科（経済情報学専攻・社会環境情報学専攻）を改組し社会情報学科・福祉情報学科となる。また、廃校となった立志舘大学の土地・建物を受け継いで坂キャンパス開設。同大学の学生も受け入れる
- 2004年 阿賀キャンパスに大学院看護学研究科看護学専攻修士課程、坂キャンパスに社会情報学部福祉情報学科を移転開設
- 2005年 呉駅キャンパスを開設
- 2009年 大学名を広島文化学園大学に改称（短期大学部は広島文化学園短期大学に改称）。社会情報学部に健康福祉学科を開設
- 2010年 長束キャンパスに学芸学部子ども学科・音楽学科を開設
- 2012年 大学院看護学研究科に博士後期課程を開設し、修士課程を博士前期課程と改める
- 2013年 社会情報学部社会情報学科を改組し、グローバルビジネス学科を開設
- 2014年 留学生別科、大学院教育学研究科子ども学専攻修士課程を開設
- 2017年 2018年4月からの社会情報学部及び社会情報研究科学生募集の停止を発表
- 2018年 人間健康学部を開設
- 2022年 社会情報学部を廃止

## 学部
- 看護学部
  - 看護学科
- 学芸学部
  - 子ども学科
  - 音楽学科
- 人間健康学部
  - スポーツ健康福祉学科

## 別科
- 留学生別科

## 大学院
- 看護学研究科
  - 看護学研究科
- 教育学研究科
  - 子ども学専攻
- 人間健康学研究科
  - 人間健康学専攻（修士課程のみ）

## 他大学との関係
国内・学術交流等協定校
- 放送大学[1]

国際・学術交流等協定校
- 東北師範大学（中国・吉林省・長春市）
- 四川外国語大学（中国・重慶市）
- 大連外国語大学（中国・遼寧省・大連市）
- 温州大学（中国語版）（中国・浙江省）
- パーペチュアル・ヘルプ大学（フィリピン・マニラ他）

## キャンパス
- 郷原キャンパス - 人間健康学部（北緯34度17分18.8秒 東経132度38分13.1秒 / 北緯34.288556度 東経132.636972度）
- 阿賀キャンパス - 看護学部・看護学研究科（北緯34度13分50.3秒 東経132度35分56.7秒 / 北緯34.230639度 東経132.599083度）
- 長束キャンパス - 学芸学部（北緯34度25分54秒 東経132度26分51秒 / 北緯34.43167度 東経132.44750度）
- 坂キャンパス - 人間健康学部

## アクセス

### 郷原キャンパス
- 「下高」バス停下車、約500m（広島文化学園大学バス停を経由しない便も停車）[2]
  - 11 郷原黒瀬線（広電バス）：呉駅前・阿賀駅前・先小倉・広市民センター（新広駅北）・広交叉点方面 - 下高 - （広島文化学園大学） - 郷原方面
  - 西条線（JRバス中国）：呉駅・先小倉・広市民センター（新広駅北）・広交叉点方面 - 下高 - （広島文化学園大学） - 郷原・黒瀬・西条駅（JR山陽本線）方面
- 「広島文化学園大学」バス停下車（本数に限りあり）
- 山陽新幹線 東広島駅下車、タクシーで約25分
- 車で広島市中心部から矢野・熊野町経由で約1時間
- 車で（竹原・呉方面から国道185号を経由）広交差点から国道375号経由、約15分
- 車で東広島呉自動車道 郷原インターチェンジから約5分

### 阿賀キャンパス
- JR呉線 安芸阿賀駅下車、約750m
  - 広島・呉方面 - 安芸阿賀駅 - 新広 - 広 - 竹原方面
- 広電バス[3]「阿賀駅前」バス停下車、約900m
- JRバス中国[4]「先小倉」バス停下車、約1100m
- 車で呉市中心部から休山新道経由で約10分

### 長束キャンパス
- JR可部線 安芸長束駅下車、約800m
  - 広島・新白島・横川方面 - 安芸長束駅 - 大町・緑井・可部方面
- 広島交通[5]「広島文化学園」バス停下車
  - 71-1 平原線：広島駅・八丁堀・紙屋町・横川駅方面 - 広島文化学園大学

### 坂キャンパス
- JR呉線 坂駅下車、北口（海側）より約400m
  - 広島・海田市方面 - 坂駅 - 呉・広方面
  - 坂駅には快速安芸路ライナー・快速通勤ライナーも停車する
- 車で広島市内や呉市内から国道31号経由

## キャンパスライフ
- 7月  スポーツ大会（広島グリーンアリーナ）
- 11月 大学祭
- クラブ&サークル

体育系 - サッカー部 硬式野球部 バスケットボール部 陸上競技部 テニス部 ダンス部 バレーボール部 バドミントン部他
文化系 - 軽音楽部 上田宋箇流茶道部　吹奏楽部、演劇同好会　他

## 系属校
- 広島文化学園短期大学

## 出身者
- 梅林優貴 - プロ野球選手

## 関係者・教職員
- 三原新二郎 - 硬式野球部元監督
- 中村信彦 - 硬式野球部監督